# Astragalus involutivus
Astragalus involutivus är en ärtväxtart som beskrevs av Georgji Prokopievič Sumnevicz. Astragalus involutivus ingår i släktet vedlar, och familjen ärtväxter. Inga underarter finns listade i Catalogue of Life.